# Dariusz Gilman
Dariusz Gilman (14 marzo 1973) è un ex schermidore polacco, vincitore di una medaglia di bronzo ai campionati mondiali di scherma.